# Jurassic Shift
Jurassic Shift – album studyjny zespołu Ozric Tentacles wydany w 1993 roku. Album nagrany w składzie:
- Ed Wynne - gitara, syntezatory
- Joie Hinton - sampling, syntezatory
- Roly Wynne - gitara basowa
- Merv Pepler - babble, perkusja, perkusja etniczna
- John Egan - babble, flet
- Zia Geelani - gitara basowa
- Generator John - tamburyno
- Marcus Ethnic - instrumenty perkusyjne

## Lista utworów
| Nr | Tytuł                   | Długość |
| -- | ----------------------- | ------- |
| 1  | "Sun Hair"              | 5:43    |
| 2  | "Stretchy"              | 6:51    |
| 3  | "Feng Shui"             | 10:24   |
| 4  | "Half Light in Thillai" | 5:35    |
| 5  | "Jurassic Shift"        | 11:05   |
| 6  | "Petranodon"            | 5:40    |
| 7  | "Train Oasis"           | 2:45    |
| 8  | "Vita Voom"             | 4:48    |